# Alergare 3000 metri

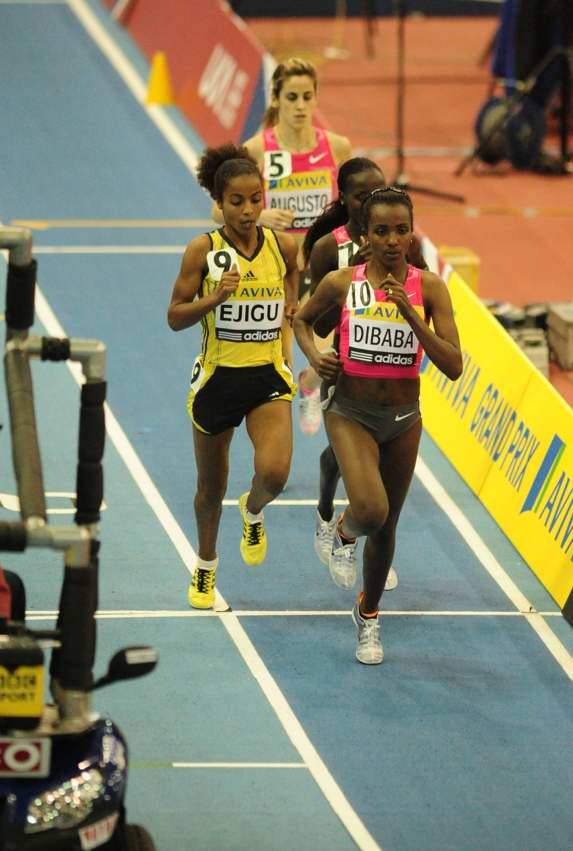
Alergătoarele africane Ejigu, Dibaba la 3000 m, în Birmingham în anul 2010

Alergarea pe 3000 de metri - o probă la competițiile de atletism - este considerată o alergare de lungă distanță. Pe stadion deschis, o alergare de 3000 m corespunde la șapte ture și jumătate.
Această probă nu este disputată la campionatele complete pe stadioane. Se întâlnește în schimb în programele multor altor reuniuni de atletism internaționale. La competițiile atletice de sală, proba de 3000 metri este distanță standard, găsindu-se în programul Campionatelor Europene și Campionatelor Mondiale de sală, precum și la campionatele de sală ale anumitor țări.